# Neil Turner
Neil David Turner (San Francisco, 9 ottobre 1928 – Greenbrae, 22 luglio 2019) è stato un cestista statunitense.

## Carriera
Con gli Stati Uniti ha disputato i Giochi panamericani di Buenos Aires 1951, vincendo la medaglia d'oro.